# Општина Мичештиј де Кампије (Бистрица-Насауд)
Мичештиј де Кампије (рум. Miceştii de Câmpie) општина је у Румунији у округу Бистрица-Насауд.
Oпштина се налази на надморској висини од 490 m.